# فيلي بروفتون
فيلي بروفتون (بالإنجليزية: Willie Broughton)‏ هو لاعب كرة قدم أمريكية أمريكي، ولد في 9 سبتمبر 1964 في فورت بيرس في الولايات المتحدة.

## وصلات خارجية
- فيلي بروفتون على موقع مرجع كرة القدم المحترفة.كوم (الإنجليزية)